# Кірха Святої Катерини (Київ)
Лютеранська кірха Святої Катерини — німецька євангелічна церква у Києві.
В приміщенні церкви окремо збираються дві общини — лютеранська община Кірхи Святої Катерини та єдина в Україні англіканська община Церква Англії в Україні. 

## Історія храму

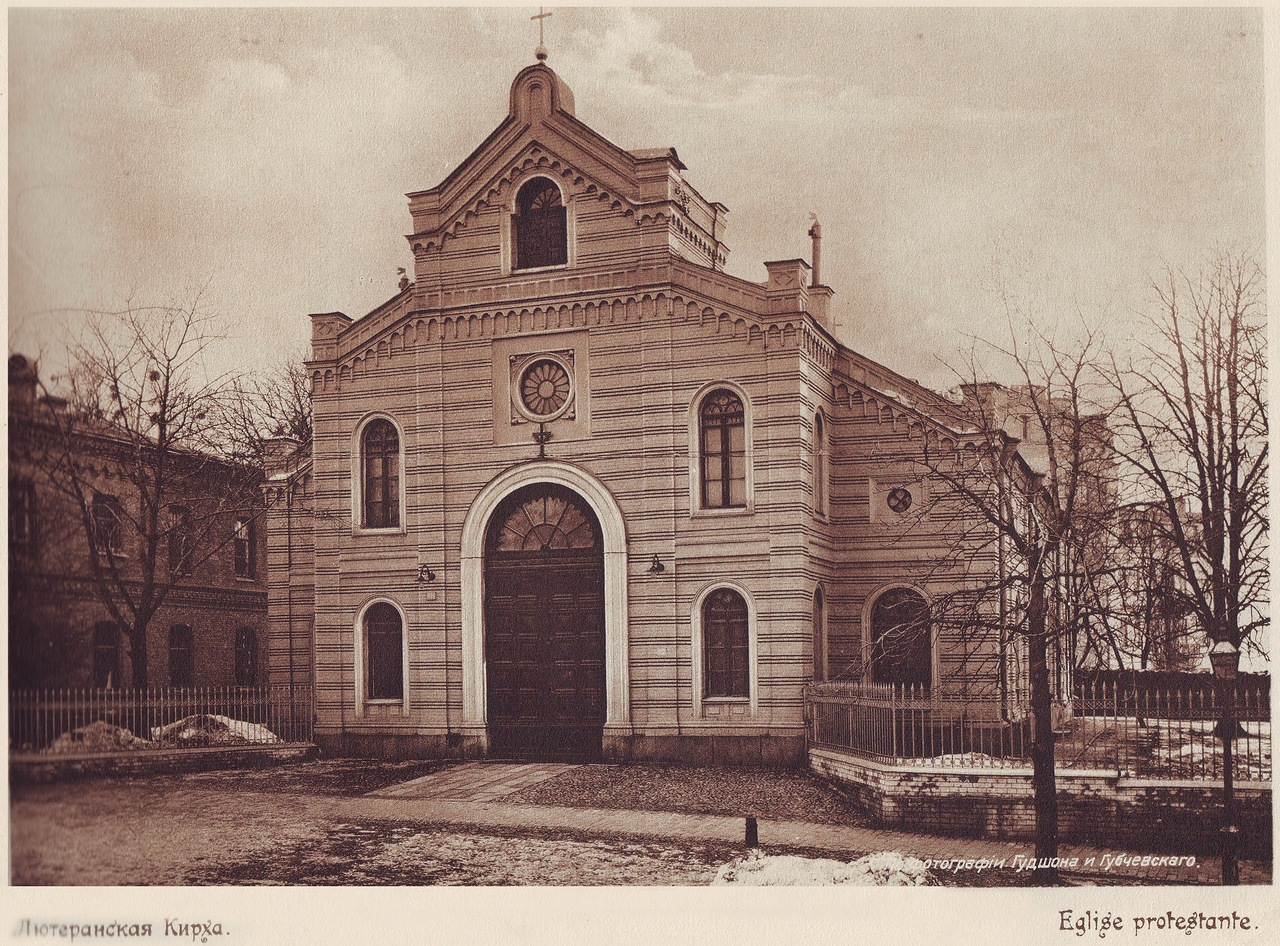
Кірха Св. Катерини у Києві, 1911 рік

В Україні та Києві зокрема німці-колоністи оселилися в 2-й половині XVIII століття, адже Катерина II запрошувала німецькі родини оселятися на території України. Ці люди принесли із собою не лише власну мову та культуру, а й звісно ж — власну віру.
Перші переселенці мешкали переважно на Подолі. Перші богослужіння для ще невеликої німецької громади відправлялися в домі Георга Бунге — утримувача першої міської аптеки. Проте незабаром громаді стало тісно в невеликому будинку аптекаря і вже впродовж 1794–1795 років на Спаській вулиці звели невелику дерев'яну кірху (нім. Kirche — церква) на честь святої Катерини.
На жаль, ця перша церква загинула у вогні подільської пожежі 1811 року. Але вже незабаром місто надало вірянам місце на околиці Липок. 25 червня 1812 року нову дерев'яну церкву було закладено. Фінансові труднощі змусили церковних старост закласти свої будинки та звести на ці кошти храм.
Теперішня будівля кірхи споруджена за проектом архітектора Івана Штрома. Здійснив будівництво та внутрішнє оздоблення Павло Шлейфер. Закладено будівлю було 19 червня 1855 року, а освячено 4 серпня 1857 року.
Церква відзначалася чудовою акустикою, мала орган, подарований купцем Кельном. Поруч із храмом знаходилося лютеранське училище. 1854 р. при храмі члени громади організували «Товариство співу» (Київське співоче товариство). Були створені хор та симфонічний оркестр.
Вулиця на честь мешканців та розташування храму здобула назву Лютеранської.
Буремні події революції 1917—1919 років та встановлення радянської влади у місті поклали край мирному життю лютеранської громади. Почалися гоніння на духовенство, 1937 року було заарештовано останніх пастирів. 1938 року громаду було ліквідовано, а храм — закрито.
У храмі почергово розташовувалися клуб, згодом склад, а з 1973 року — дирекція Музею народної архітектури та побуту. Внаслідок 60-річного використання приміщення кірхи було повністю спотворене, інтер'єри — втрачено. Після Другої світової війни було знищено і будинок пастора, що розташовувався навпроти кірхи.
З набуттям Україною незалежності храми почали повертатися до вірян. На початку 1990-х років було відроджено діяльність лютеранської громади. 1998 року храм нарешті повернули вірянам. Протягом 1998—2000 років тривала реконструкція кірхи і нарешті, від 2000 року оновлений храм повноцінно діє.
Протягом подій Євромайдану приміщення кірхи використовувалось для надання допомоги пораненим учасникам протестів (пастор Ральф-Гергард Гаска).